# Formica accreta
Formica accreta é uma espécie de formiga do gênero Formica, pertencente à subfamília Formicinae.